# Bukit Maraja
Bukit Maraja is een bestuurslaag in het regentschap Simalungun van de provincie Noord-Sumatra, Indonesië. Bukit Maraja telt 1464 inwoners (volkstelling 2010).